# Calceranica al Lago
Calceranica al Lago é uma comuna italiana da região do Trentino-Alto Ádige, província de Trento, com cerca de 1.145 habitantes. Estende-se por uma área de 3 km², tendo uma densidade populacional de 382 hab/km². Faz divisa com Pergine Valsugana, Bosentino, Caldonazzo, Vattaro e Centa San Nicolò.